# 11808 Platz
11808 Platz este o planetă minoră (asteroid), cu un diametru de 4,629 km, din centura de asteroizi. A fost descoperită pe 1 martie 1981 la Observatorul Siding Spring de Schelte J. Bus și a fost numită după Thomas Platz⁠(d). 
Obiectul prezintă o orbită caracterizată de o semiaxă mare de 2,5554118 UAi, o excentricitate de 0,24, o înclinație de 7,40511 ° în raport cu ecliptica.